# دو (فیلم ۱۹۶۴)
دو (انگلیسی: Two) فیلمی به کارگردانی ساتیاجیت رای است که در سال ۱۹۶۴ منتشر شد.